# Денні Макбрайд
Де́ніел Ри́чард «Де́нні» Макбра́йд (англ. Daniel Richard 'Danny' McBride; нар. 29 грудня 1976, Стейтсборо, Джорджія, США) — американський актор, комедіант, сценарист і продюсер.
Автор (разом зі своїм другом Джоді Гіллом) популярних телешоу «Згори й донизу» (англ. Eastbound & Down, 2009—2013) та «Завучі» (англ. Vice Principals, 2016—2017). Брав участь як актор та співавтор у кількох відомих кінокомедіях та блокбастерах: «Шлях кулака ноги» (2008, англ. The Foot Fist Way), «Ананасовий експрес» (2008, англ. Pineapple Express), «Грім у тропіках» (2008), «Вище неба» (2009), «Хоробрі перцем» (2011), «Кінець світу» (2013), «Чужий: Заповіт» (2017).

## Раннє життя
Народилася в Стейтсборо, штат Джорджія, мати й вітчим — цивільні службовці на базі морської піхоти Квантіко. Має ірландське, шотландське, англійське та єврейське походження, вихований у баптистській вірі. Виріс в окрузі Спотсільванія, штат Вірджинія, де закінчив середню школу Кортленд, пізніше відвідував Школу мистецтв Університету Північної Кароліни у Вінстон-Сейлемі.

## Кар'єра
Був другим режисером фільму Девіда Гордона Ґріна «Джордж Вашингтон», у 2003 році дебютував як актор у другому фільмі Ґріна «Усі справжні дівчата».
У 2006 році зіграв Фреда Сіммонса в малобюджетній комедії «The Foot Fist Way», сценарій до якої написав у співавторстві з Джоді Гіллом і Беном Бестом. Пізніше його персонаж з'явився у кількох випусках вечірнього телешоу з Конаном О'Браєном. Макбрайд написав сценарій і знявся в оригінальному комедійному серіалі HBO «Eastbound & Down» (також створеному разом з Гіллом і Бестом), який вийшов 15 лютого 2009 року та йшов на HBO до 17 листопада 2013 року.
З 2016 по 2017 рік Макбрайд знімався в комедійному серіалі HBO «Завучі». Озвучив Двейна Ерла, вигаданого радіоведучого у відеогрі Grand Theft Auto V.
У 2017 році Макбрайд знявся у фільмі-приквелі «Чужий: Заповіт» разом із Кетрін Вотерстон, Майклом Фассбендером і Біллі Крадапом.
Макбрайд був виконавчим продюсером фільмів «Гелловін» (2018), «Гелловін вбиває» (2021) і «Гелловін закінчується» (2022), який став одним з останніх фільмів однойменної франшизи.
З 2018 року Макбрайд є обличчям телевізійної реклами букмекерської контори Coral у Великій Британії, граючи персонажа на ім'я «Спортс Родштейн», якого описують як «найбільшого у світі спортивного вболівальника (хоча й не найкмітливішого)».
Наприкінці 2018 року HBO замовив у Макбрайда та його лейбла Rough House Pictures серіал «The Righteous Gemstones». У серіалі також знімаються Джон Гудмен, Адам Девайн і Еді Паттерсон. У ньому розповідається про всесвітньо відому родину телепроповідників із давніми традиціями відхилень, жадібності та благодійної діяльності.
У 2021 році Макбрайд озвучив Ріка Мітчелла в анімаційному фільмі Sony Pictures «Мітчелли проти машин».

## Особисте життя
У 2010 році Макбрайд одружився з артдиректоркою Гіа Руїс, у них є син і дочка; родина проживає у Чарлстоні, штат Південна Кароліна.